# Гаврилюк Ігор Іванович
Ігор Іванович Гаврилюк (16 березня 1941, Довжка — 14 квітня 2021) — український письменник.

## Життєпис
Уродженець села Довжки Калуського району, що на Івано-Франківщині. Освіта вища — інженер з експлуатації автомобільного транспорту. Мешкає в Калуші з 1968 року.
З 1959 по 1968 рік працював на шахтах Донбасу машиністом підземного електровоза та вибійником, Там же вступив на вечірнє відділення гірничо-металургійного інституту. Три роки служив у війську, а після демобілізації, попрацювавши ще кілька літ вибійником, переїхав до Калуша, де й живе досі.
Одружився в 35 років. І аж тоді почав писати. Першу книжку прозових гуморесок «Вчений нянь» видав у 42 роки. Другу — «Пунктуація кохання» в 48 літ. Після виходу «Пунктуації…» (літературні пародії) був за рекомендацією Олега Чорногуза, Юрія Цекова та Павла Добрянського прийнятий до Спілки письменників Радянського Союзу. До речі, ані кандидатством, ані членством у комуністичній партії Ігор Гаврилюк себе не зганьбив, як не зганьбив себе жодним твором во славу партії чи Леніна.
Вищу освіту здобув в Івано-Франківському інституті нафти і газу.
Працював учителем, заступником головного інженера автотранспортного цеху, головою комітету народного контролю, журналістом.
Продовжував писати. Окрім згаданих вище збірок, видав ще «Малі діти — великий клопіт» (віршовані та прозові гуморески і літературні пародії), «Збираниця» (вибрані твори, теж мішанина, звідки й назва), «Новітня історія України» (сатирична, у віршах, виходила три роки поспіль окремими томами), «І кому ж то президента вдалось подоїти?» (сатиричні вірші), «Шпичаки» (політична сатира), «Прикарпатські браконьєри» (вибрані прозові та поетичні пародії), «Вербові тріолети» (пародії та фейлетони) та книжки для дітей: «Вірші для Солошки», «Сестрички-україночки», «Лікарські рослини», «Брати наші… великі та маленькі», «Загадки» (абетка) 1993 і 1997 р., «Сестрички-україночки» (вибрані твори), «Хто вночі свистить у ніс?», «Хвалилися окуні», «Наші пернаті друзі», «Казки-розмальовки». На столі в письменника — закінчена збірка літературних пародій «Інквізиція».
Ігореві пародії писані на твори найвідоміших українських поетів, серед яких чимало лауреатів Шевченківської премії — Дмитро Павличко, Ліна Костенко, Леонід Талалай, Степан Пушик, Дмитро Кремінь, Павло Гірник, Петро Скунць, Володимир Коломієць, Павло Мовчан.
І тому не дивно, що дехто з літераторів стверджує, що Ігор — один із найсильніших сучасних українських пародистів.
Більше 20 разів його сатиричні вірші звучали (виключно з Праги) по всесвітній службі україномовного радіо «Свобода».
У свій час його літературні пародії (а написав він їх більше 500!) друкувались у найвідоміших часописах. Зараз — через відсутність зворотнього зв’язку — письменник нікуди нічого не посилає?!
Окрім гумору, сатири та пародій, написав і видрукував чимало гострих статей та фейлетонів на природоохоронну тематику. Не один раз на цю ж тему виступав по радіо і телебаченню.
Дещо з його доробку перекладалось на російську, угорську та білоруську мови.
Ігор Гаврилюк — бажаний гість на обласному та Калуському районному телебаченні, оскільки блискуче читає власні твори.
Захоплення — волейбол, шахи, російські та міжнародні шашки, теніс, риболовля, туризм, збирання грибів та ягід у Карпатах.
Кандидат в майстри спорту (у двох видах), чемпіон Івано-Франківщини з російських та міжнародних шашок, володар кубка області (у складі команди) з волейболу.
Був членом першого Крайового Проводу Руху, делегатом установчого з’їзду Руху, делегатом установчого з’їзду Товариства української мови, головував у першому міськрайонному об’єднанні Товариства та співголовував у першому міжрайонному Проводі Руху.
Двічі обирався до Івано-Франківської обласної ради (перше та п’яте скликання).
Очільники Калуської міської ради (через дошкульну критику на свою адресу) досі терпіти Ігора Гаврилюка не можуть. Як і обласної ради п’ятого скликання не могли (через… наступне):
В Рожнятівському районі ще за Австрії з Брошнева до Осмолоди (з рівнини в гори) була збудована вузькоколійна залізниця.
Залізниця пережила Австрію, Польщу, СРСР, німецьку окупацію, а в часи незалежної України була демонтована і за безцінь продана з аукціону якомусь київському багатію. В результаті чого лісівники залишились з сотнями тисяч гектарів лісу і без жодного сполучення лісокомбінату з горами, оскільки там жодної дороги, окрім залізничної, не було.
Ігор Гаврилюк у запиті до голови обласної ради назвав це найбільшою диверсією на Західній Україні проти держави і поцікавився: хто в області погодив це неподобство?
Відповіді не було.
Через місяць на сесії обласної ради пролунав ще один запит до голови ради на цю ж тему, але вже… у віршах.
Відповіді знову не було.
Отож третій запит на цю ж тему Ігор виголосив німецькою мовою.
І аж тоді справа зрушилась з місця.
Коментарі, гадаємо, зайві.
Дев’яностодволітня матуся письменника Емілія — учасник війни, до Калуша не хоче і живе в селі. Сестра Оксана — італійська піддана. Дружина Ігора Люба — інженер, син Олег з невісткою — магістри права, внучки Олесенька та Соломієчка уже школярочки.
Книжки свої Ігор реалізує штуками, а роздаровує сотнями і очікує виходу першого сатиричного роману «Почечуйськ», роману, якого, подейкують, з нетерпінням чекає міська влада, для якої що письменник-земляк, що білі ведмеді в Арктиці — однаково невідомі.
Володимир Підручний, Хмельниччина, Надія Марчук, Чернігівщина